# عملیات سپر فرات
مداخله نظامی ترکیه در جنگ داخلی سوریه با عنوان عملیات سپر فرات (ترکی:Fırat Kalkanı Harekâtı) از تاریخ ۲۴ دسامبر ۲۰۱۶ از منطقه غربی رود فرات و بین مرز ترکیه-سوریه آغاز شده و شورشیان مورد حمایت ترکیه توانستند ابتدا با تصرف مناطق تحت کنترل داعش به جرابلس نفوذ و آن را تصرف کنند. سپس پیشروی خود علیه نیروهای دمکراتیک سوریه (کردها) ادامه دادند اما بعداً با وجود موفقیت نیروهای شورشی تحت حمایت ترکیه در تصرف مناطق تحت کنترل نیروهای دمکراتیک سوریه، بعد از حصول آتش‌بس موقت بین نیروهای دمکراتیک سوریه محور عملیات خود را از پیشروی به جنوب (منبج) به غرب منعطف کردند تا بتوانند با کمک آمریکا، مناطق تحت کنترل داعش را تصرف کنند.

## تصرف جرابلس توسط شورشیان تحت حمایت ترکیه (۲۴ اوت)
در اوایل صبح روز ۲۴ مرداد ماه، نیروهای ترکیه حمله شدید توپخانه علیه مواضع داعش در جرابلس را شروع کرند و در همان زمان نیروی هوایی ترکیه ۱۱ هدف را بمباران کرد. بعد از آن روز، ترکیه تانک‌های خود را در مرز مستقر کرد و ترکیه، نیروهای ویژه خود را از مرز عبور داد تا به صدها جنگجوی ارتش آزاد سوریه بپیوندند و در حمله به شهر به شورشیان کمک کنند. ائتلاف ضد داعش نیز از نیروهای ترکیه حمایت کرد. این بود که اول خود را هماهنگ حمله به سوریه است. ارتش آزاد سوریه (معارضین مسلح) گفت: پیشرفت آهسته بود چرا که از مین‌های کاشته شده توسط جنگجویان داعش در این منطقه است.
چند ساعت پس از حمله نیروهای ویژه و شوریان اولین روستا را تصرف کردند و داعش نیز برای دفاع از شهر جرابلس به نیروهای خود دستور عقب‌نشینی داد. چند ساعت بعد از حمله شورشیان تحت حمایت ترکیه و آمریکا- گزارش شد که شهر مرزی جرابلس را از داعش تصرف کردند در حالی که داعش مقاومت بسیار از خود نشان داد. بسیاری از مبارزان داعش به شهر باب عقب‌نشینی کردند.

## آتش‌بس شورشیان و نیروهای دمکراتیک سوریه (۳۰ آگوست تا ۲ سپتامبر)
در ۳۰ اوت، جان توماس سخنگوی فرماندهی مرکزی اعلام کرد که ترکیه و نیروهای دمکراتیک سوریه برای آتش-بس توافق کرده‌اند تا حملات خود را علیه داعش متمرکز کنند. شورای نظامی جرابلس ادعا کرد که توافق با ترکیه بر سر آتش‌بس موقت پس از میانجیگری ائتلاف تحت رهبری آمریکا صورت گرفت و همچنین ادعا کرد که از حدود نیمه شب ۲۹–۳۰ اوت آغاز می‌شود. بعد از آن در روز نیروهای مسلح ترکیه اعلام کرد که یک تانک در نزدیکی رودخانه Sajur توسط یک موشک مورد هدف قرار گرفت. اما معلوم نبود که این حمله از سوی چه کسی صورت گرفته بود. ارتش ترکیه ۴۵ دقیقه بعد از مورد هدف قرار گرفتن تانک حملاتی را انجام داد ادعا کرد که یک گروه تروریستی را در غرب جرابلس نابود کرد. در همین حال مبارزان طبق تعهد خود کرد به شرق فرات نقل مکان کردند.

## حمله به غرب منبج
نیروهای سپر فرات پس از فتح الباب به غرب منبج حمله‌ور شدند. آن‌ها توانستد چندین شهر و روستا را به تصرف خود دربیاورند اما پس از توافق نیروهای دمکراتیک سوریه و ارتش سوریه مبنی بر تحویل دادن مناطق غربی منبج به دولت نیروهای سپر فرات عقب رانده شدند و به مرزهای قبل از شروع درگیری در آن مناطق رسیدند.

## فتح تادف
نیروهای تحت حمایت ترکیه در اوایل آوریل بعد از درگیری‌هایی که منجر به کشته شدن تعدادی از نیروهای ارتش سوریه شد توانست شهر تادف که در چند کیلومتری جنوب الباب است را به تصرف درآورد.